# Roman Jakobson
Pour les articles homonymes, voir Jakobson.
Roman Ossipovitch Jakobson ou Yakobson (en russe : Роман Осипович Якобсон) né le 28 septembre 1896 (10 octobre dans le calendrier grégorien) à Moscou et mort le 18 juillet 1982 à Cambridge (États-Unis), est un penseur russo-tchéco-américain qui est l'un des linguistes les plus célèbres et les plus influents du XXe siècle, en posant les premières pierres du développement de l'analyse structurelle du langage, de la poésie et de l'art dont le cinéma, à travers une œuvre abondante et variée. Ses travaux exercent une influence décisive sur Claude Lévi-Strauss, Noam Chomsky, Tzvetan Todorov, Roland Barthes, Émile Benveniste, Michael Silverstein ou Richard Bauman, et Jakobson reste une figure centrale dans l'adaptation de l'analyse structurelle à des disciplines au-delà de la linguistique, notamment la philosophie, l'anthropologie, la communication ou la théorie de la littérature.

## Vie et travaux

### Famille et naissance
Roman Jakobson naît dans une famille juive aisée de l'Empire russe : il est le fils de l'industriel Joseph (Ossip) Abramovitch Jakobson, originaire d'Autriche-Hongrie, et de la chimiste Anna Volpert Jakobson, née à Riga (Lettonie actuelle),.
L'un de ses frères deviendra l'historien et bibliothécaire du Congrès Sergius Yakobson (de). Un autre, Mikhaïl Jakobson, est déporté de France pendant l'occupation allemande et meurt dans un camp de concentration.

### Études

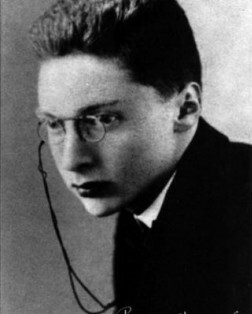
Roman Jakobson (avant 1917).

Roman étudie à l'Institut Lazarev des langues orientales, d'où il sort diplômé en 1914, puis à la Faculté d'histoire et de philologie de l'université de Moscou, où il travaille notamment sur la philologie des langues slaves,.
Étudiant, il cofonde en 1915 le Cercle linguistique moscovite, qu'il préside jusqu'en 1920. Il participe également à la vie de l'avant-garde moscovite de l'art et de la poésie sous le pseudonyme d'Aliagrov. En 1917, il contribue à la fondation d'Opoyaz, société littéraire consacrée à l'étude du langage poétique, à Saint-Pétersbourg.
La linguistique de l'époque est essentiellement celle des néogrammairiens, selon laquelle la seule manière scientifique d'étudier le langage est de s'attacher à l'histoire et au développement des mots au cours du temps. De son côté, Jakobson, qui a connaissance des travaux de Ferdinand de Saussure, développe une approche qui se concentre sur la manière par laquelle la structure du langage elle-même permet de communiquer. Il s'associe aux formalistes russes dans leurs efforts pour rediriger l'attention des érudits littéraires vers la construction et la forme des œuvres littéraires. Il obtient son diplôme en 1918.

### Début de carrière
En février 1920, il part pour Revel (aujourd'hui Tallinn) en qualité de collaborateur de l'Agence télégraphique russe. De là, il gagne directement Prague en Tchécoslovaquie, le 10 juillet, en tant que traducteur pour la Croix-Rouge.
Le vice-ministre des Affaires étrangères de la Tchécoslovaquie suspecte néanmoins Jacobson d'être « un informateur de la mission soviétique, un espion et un provocateur » : en janvier 1923, la police organise une perquisition pour soupçons d'espionnage,. La même année, il est nommé chef du bureau de presse de l'ambassade, mais en septembre 1927, il est démis de ses fonctions pour n'avoir pas été partisan de la résolution du secrétariat du Comité central du Parti communiste de toute l'Union ; il continue cependant à travailler à l'ambassade jusqu'en décembre 1928 pour le plénipotentiaire Vladimir Antonov-Ovseïenko, qui est alors démis par décision du Bureau d'organisation du Comité central du Parti communiste de toute l'Union,.
Il reste toutefois en Tchécoslovaquie, où il soutient son doctorat intitulé « Sur la versification de l'épopée populaire serbo-croate » à l'université allemande de Prague, en 1930.
En octobre 1926, avec Nikolaï Sergueïevitch Troubetskoï, Vilém Mathesius et quelques autres, il fonde le Cercle linguistique de Prague, dont il est vice-président. Il développe de nouvelles techniques révolutionnaires pour l'analyse des systèmes sonores linguistiques, fondant ainsi la discipline moderne de la phonologie, puis applique des principes et des techniques similaires à l'étude d'autres aspects du langage tels que la syntaxe, la morphologie et la sémantique. Ses nombreux travaux sur la phonologie l'amènent à poursuivre ses développements sur la structure et les fonctions du langage. Il met en place un schéma de douze traits de sonorité et de tonalité, schéma commenté à la fois de façon acoustique et de façon génétique, et dont beaucoup des traits sont applicables aux consonnes et aux voyelles. Par exemple, la voyelle « A » et la consonne « K » sont compactes ; à l'opposé, « I » et « (O)U » sont des voyelles, et « P » et « T » des consonnes diffuses.
Au cours de ces années, il écrit abondamment sur la linguistique, la littérature tchèque et russe et la théorie littéraire.
Jakobson qui a obtenu un poste à Brno en 1934 (nommé Visiting Professor jusqu'en 1937) y enseigne la philologie russe et la littérature ancienne de Bohême à l'université Masaryk,. En 1937, il obtient la nationalité tchécoslovaque. Participant à des conférences et congrès scientifiques internationaux, il voyage beaucoup à travers l'Europe, financé en cela par le ministère tchécoslovaque des Affaires étrangères.
Dans les années 1930, Jakobson adhère à l'eurasisme (doctrine considérant la Russie et ses voisins proches, slaves, roumains, grecs ou musulmans, comme une « entité continentale » à part entière appelée Eurasie), par le biais de l'un des chefs de file, Nikolaï Troubetskoï, qui est son associé le plus proche en linguistique et un correspondant, et l'autre, Piotr Nikolaïevitch Savitski (1895-1968), géographe structuraliste, parrain de Jakobson qui s'est converti à l'orthodoxie.

### Évasions et «années d'errance»
Arrivent alors ce que Jakobson appellera ses « années d'errance des sans-abri d'un pays à l'autre », qui ne laissent pas ce Juif pourchassé moins prolifique.
Il quitte Brno pour se cacher à Prague le temps d'obtenir des visas, puis la Tchécoslovaquie, après l'invasion de ce pays par les troupes hitlériennes en mars 1939. Avec l'aide d'amis et de l'ambassade du Danemark, le couple qu'il forme avec Svatava Pirkova s'échappe vers Copenhague en avril, où Jakobson devient professeur détaché à l'University de Copenhague, avant de partir pour la Norvège en septembre, où il est admis à l'Académie des sciences et est également nommé professeur détaché à l'Université d'Oslo,.
Après l'attaque allemande contre la Norvège en avril 1940, il doit à nouveau se réfugier avec son épouse en Suède via Särna. Mais après le bombardement de leur train, les Jakobson gagnent les montagnes norvégiennes où des villageois les aident à franchir la frontière suédoise. La police de la Suède les prend alors pour des voleurs et il faut plusieurs semaines pour convaincre qu'ils sont en fait des réfugiés. Finalement, en mai 1940, ils sont autorisés à se rendre à Stockholm.
En Suède, Jakobson devient externe chargé de cours à Uppsala. Là, il termine en 1941 son étude intitulée Kindersprache, Aphasie und allgemeine Lautgesetze (Child Language, Aphasia, and Phonological Universals), en étudiant les parallèles entre l'acquisition du langage par les enfants et sa perte par les patients aphasiques souffrant de dommages cérébraux.
En mai 1941, toutefois, il doit également quitter la Suède pour les mêmes raisons que précédemment et réussit à s'embarquer sur un cargo où se trouve Ernst Cassirer (ancien recteur de l'Université de Hambourg) pour se réfugier aux États-Unis.

### Carrière aux États-Unis
À New York, il s'intègre à la communauté déjà large des intellectuels juifs ayant fui comme lui l'Europe en guerre. Dès le mois d'août 1940, il s'engage dans un comité de soutien de la France libre.
En 1942, Jakobson intègre l'École libre des hautes études, une sorte d'« université francophone des exilés ». Il y est professeur de linguistique générale. Il y retrouve une vieille connaissance - Alexandre Koyré - et fait la connaissance de nombreux savants : Jacques Hadamard, André Spire, Wolf Leslau ou encore Claude Lévi-Strauss qu'il initie à la linguistique structurale, lequel s'en inspirera pour fonder son anthropologie structurale, ouvrant la voie à l'extension du structuralisme au sein des sciences humaines, et deviendra un soutien important au structuralisme,. Ils organisent en 1945, avec Raymond de Saussure, le fils du linguiste genevois, des séminaires communs sur "Les Principes de l'analyse structurale". Plus tard, au début des années 1960,ils analyseront ensemble Les Chats de Charles Baudelaire. Il fait aussi la connaissance de plusieurs linguistes et anthropologues américains, comme Leonard Bloomfield et Franz Boas.
En 1942, il travaille à la New York Public Library où il organise ses collections de matériels folkloriques et de langue aléoute (langue de la famille eskimo-aléoute) Durant les années 1942 à 1946, il est professeur de linguistique générale, et à l'Institut de philologie et d'histoire orientale et slave, il enseigne en tant que professeur de philologie slave.
En 1943, il est membre fondateur du Cercle de linguistique de New York ainsi que son journal Word. Il obtient quelques mois plus tard un poste pour le Français André Martinet à l'université Columbia.

Après la Seconde guerre mondiale, Jakobson devient consultant auprès de l'International Auxiliary Language Association qui présentera en 1951 l'interlingua, langue construite, qu'il n'avait pu présenter dans les années 1930. Il voyage fréquemment dans le pays ou en URSS pour donner des conférences ou participer à des congrès en tant que représentant américain, aussi à Prague, Bucarest, Varsovie ou Oslo. 

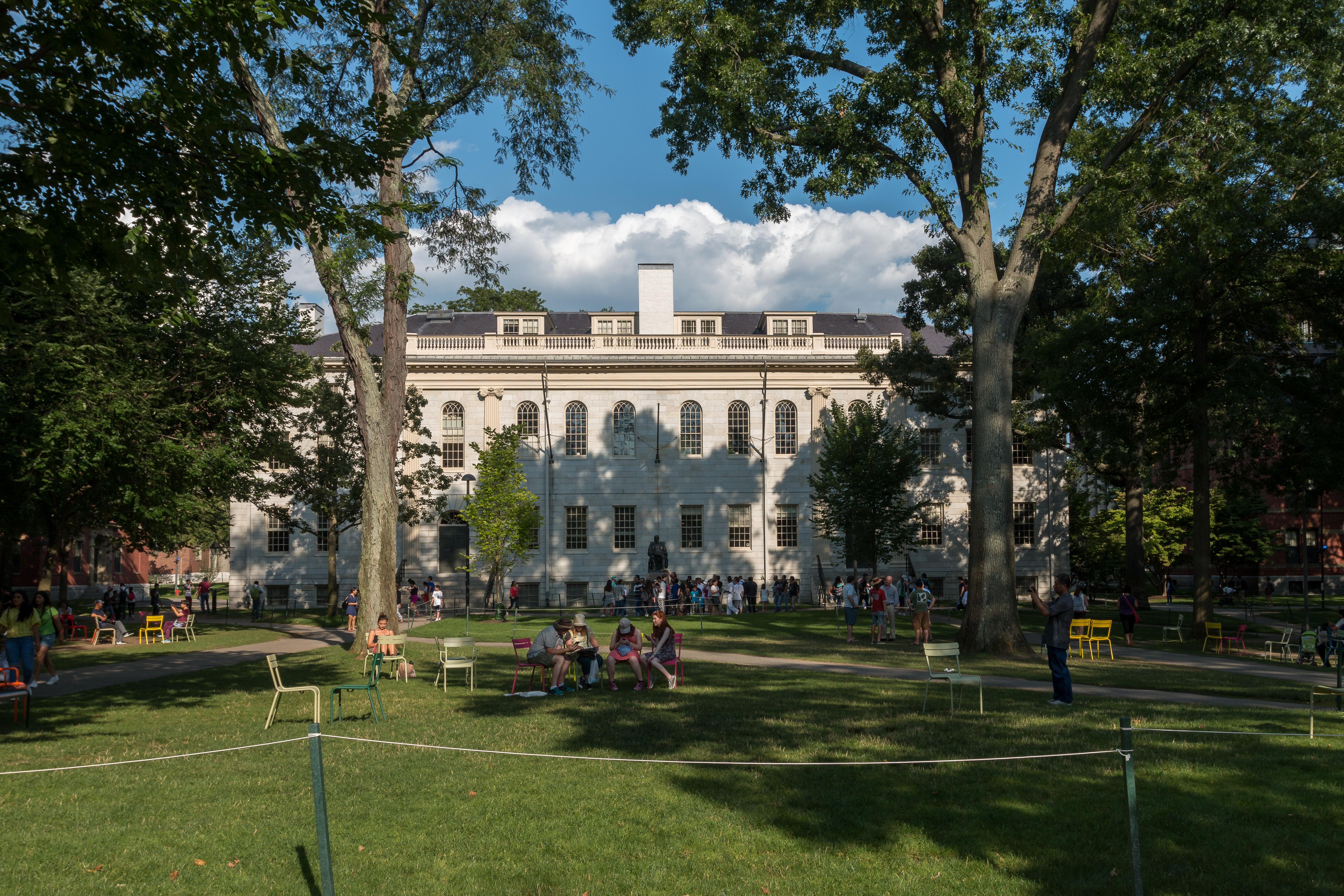
Jardin de l'université Harvard, où Jakobson enseigne jusqu'à la fin de sa vie.

De 1943 à 1946, Jakobson enseigne à l'université Columbia, avant de s'installer en 1949 à l'université Harvard où il enseigne en tant que professeur de langues et littératures slaves et de linguistique générale jusqu'à la fin de sa vie,. Il y est nommé professeur émérite en 1965.
Il est élu membre correspondant de la Société finno-ougrienne d'Helsinki et membre de l'Académie américaine des arts et des sciences. En 1955, il est également élu membre de l'Académie serbe des sciences et arts puis l'année suivante, président de la Linguistic Society of America ; en 1957, il est élu président du Conseil international permanent des sciences phonétiques. En 1959, il fonde et édite The International Journal of Slavic Linguistics and Poetics et est élu membre de l'Académie polonaise des sciences. En 1960, il est élu membre étranger de l'Académie royale des arts et des sciences des Pays-Bas. L'année suivante, il obtient des doctorats honorifiques de plusieurs universités ; il est élu membre honoraire de l'Académie royale d'Irlande. En 1963, c'est au tour des universités d'Uppsala et du Michigan de lui offrir le titre de docteur honoris causa.
En 1962, il est nommé pour le prix Nobel de littérature.
Au début des années 1960, Jakobson élargit ses travaux en une vue plus générale du langage et commence à publier sur l'ensemble des sciences de la communication. Il élabore un modèle linguistique divisé en six fonctions, le « schéma de Jakobson ». Il met l'accent sur une vision plus globale du langage et commence à écrire sur les sciences de la communication dans leur ensemble. Après son fameux article de 1960, « Linguistics and Poetics » où il présente son schéma de la communication et distingue six fonctions dans le langage, il écrit en 1963, un célèbre article intitulé « Aspects linguistiques de la traduction ».
Il visite l'Italie, au début de l'année 1965, où il donne de nombreuses conférences - comme il le fait fréquemment ailleurs - dans des sociétés savantes et universités italiennes. L'année suivante, il obtient des doctorats honorifiques au Nouveau-Mexique, à Grenoble et à Nice et est élu membre honoraire de l'Académie tchécoslovaque des arts et des sciences en Amérique, le 3 septembre.
En 1967, il prend sa retraite et, jusqu'en 1974, est professeur invité au Collège de France et dans les universités de Yale, Princeton, Brown, Brandeis, Louvain et New York. Il visite le Japon, se rend à Moscou, Varsovie, et va également à Bucarest pour un Congrès international des linguistes, aussi à Zagreb, Dubrovnik et Paris.
Les recherches approfondies de Jakobson en Amérique comprennent notamment des travaux sur la langue parlée par les Juifs tchèques médiévaux. Il poursuit ses travaux sur la métaphore et la métonymie, l'aphasie, le langage poétique et la sémiotique. « Son travail le plus influent et le plus provocateur de cette période a peut-être été sa conférence de 1958 « Linguistique et poétique », une pierre de touche de la théorie littéraire du XXe siècle ». Jakobson entretient des liens étroits avec YIVO, institut de recherche juive, écrivant, par exemple, une préface à la première édition de College Yiddish en 1949. Lui et Max Weinreich contribuent au Festschrift de chacun. Jakobson se penche également sur l’étude des textes bibliques traduits par Cyrille et Méthode, au IXe siècle.
En 1972, il devient titulaire d'une chaire International Francqui Professor à Bruxelles et deux ans plus tard, il est élu membre correspondant de la British Academy. En 1975, il reçoit plusieurs distinctions.
En 1980, Roman Jakobson remet à la section « Archives et collections spéciales » du Massachusetts Institute of Technology (MIT) un lot d'environ 200 lettres et cartes postales que Nikolaï Troubetskoï lui avait envoyées entre 1920 et 1938. Ce matériau, est le premier noyau du fonds d’archives « Roman Jakobson Papers ». Cinq autres donations suivront, dont la dernière en 2012. Ce fonds, dont les documents les plus anciens datent de la fin des années 1880 et concernent la famille Jakobson, et les plus anciens dépassent de peu la date de sa mort, peut apparaître « comme l’un des plus importants et riches du panorama des archives de linguistes du XXe siècle et, plus généralement, des archives de sciences humaines ».
Au cours de sa dernière décennie, Jakobson maintient un bureau au Massachusetts Institute of Technology où il était professeur honoraire émérite depuis 1970.
Ses propositions sur les deux axes du langage - syntagmatique et paradigmatique - ont profondément influencé l'étude des aphasies, comme celle des figures de rhétorique (notamment parce qu'elles débouchent sur la polarité métaphore-métonymie). Elles ont également contribué au développement de la psycholinguistique.

### Caractéristiques

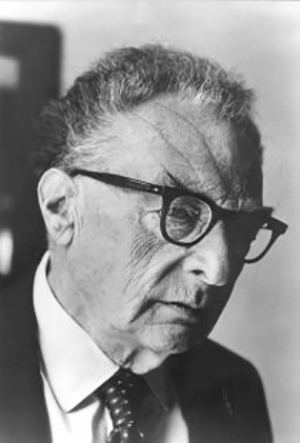
Roman Jakobson à l'automne de sa vie

Au long de sa carrière, se détachent trois caractéristiques : la première est un penchant pour la recherche en groupe et le travail collaboratif qu'il manifeste dès ses études en philologie slave à l'Université de Moscou, la deuxième caractéristique est sa gamme impressionnante d'intérêts s'étendant du folklore et de la mythologie à la littérature, les arts visuels, la linguistique ou la sémiotique, et la troisième caractéristique est la marque des liens étroits entre l'érudition dont la poésie et l'art, en particulier celui de l'avant-garde, qui courent dans toute son œuvre.

### Vie privée
Juif de naissance, Jakobson se convertit au christianisme orthodoxe en 1975,.
En 1922, il se marie à Prague une première fois avec Sofya Nikolaevna Feldman (1899-1982) puis le couple divorce en 1935,.
Il épouse en 1935 Svatava Pirkova (1908-2000), musicologue, folkloriste, professeur de langues slaves et traductrice à l'Université du Texas à Austin, spécialiste de la culture tchèque, puis le couple divorce à l'amiable. Ils restent bons amis et collègues, ils continuent de collaborer jusqu'au départ en retraite de Jakobson en 1967.
Il se marie en 1962 à Boston avec Krystyna Pomorska (1928-1986), psychologue, éducatrice, thérapeute comportemental auprès d'enfants et maître de conférence, également éditrice, spécialiste reconnue de la littérature slave et de la théorie littéraire,,,, qui devient sa veuve quand Jakobson meurt à Cambridge dans le Massachusetts en 1982. Ils sont enterrés dans le même caveau au cimetière de Mount Auburn à Cambridge. Sur la pierre tombale de Jakobson, est écrit en russe : « Roman Jakobson, russkij filolog ».

## Les fonctions du langage selon Jakobson
Dans un article célèbre (Linguistics and Poetics, 1960), Jakobson distingue six fonctions dans le langage :
- la fonction référentielle ou représentative, où l'énoncé donne l'état des choses (aussi dénommée sémiotique ou symbolique) ;
- la fonction expressive, où le sujet exprime son attitude propre à l'égard de ce dont il parle ;
- la fonction conative, lorsque l'énoncé vise à agir sur l'interlocuteur ;
- la fonction phatique, où l'énoncé révèle les liens ou maintient les contacts entre le locuteur et l'interlocuteur ;
- la fonction métalinguistique ou métacommunicative, qui fait référence au code linguistique lui-même ;
- la fonction poétique, où l'énoncé est doté d'une valeur en tant que tel, valeur apportant un pouvoir créateur.

Chaque message relève de plusieurs de ces fonctions, mais l'une d'elles domine.
Six éléments du Schéma de Jakobson :
- le contexte - (fonction dénotative ou référentielle) ;
- l’émetteur - (fonction expressive, fonction conative) ;
- le récepteur - (fonction expressive, fonction conative) ;
- le canal - (fonction phatique, fonction poétique) ;
- le message - (fonction phatique, fonction poétique) ;
- le code - (fonction métalinguistique).

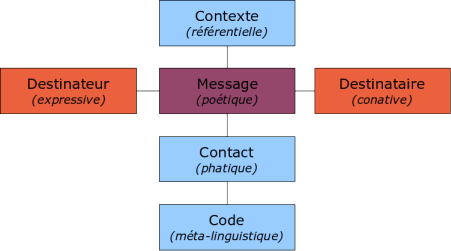
Le schéma général de la communication humaine, d'après Jakobson.

## Principales publications en français
- Remarques sur l'évolution phonologique du russe comparée à celle des autres langues slaves, Prague, Jednota československych matematikū a fysikū (Travaux du cercle linguistique de Prague, 2), 1929.
- La Geste du prince Igor : épopée russe du douzième siècle : volume offert à Michel Rostovtzeff, texte établi, trad. et commenté sous la dir. d'Henri Grégoire, de Roman Jakobson et de Marc Szeftel, assistés de J.A. Joffe, New York, École libre des hautes études, 1948.
- Essais de linguistique générale (1 et 2), Paris, Éditions de Minuit, 1963 (t.1), 1973 (t.2) [rééd. 2003],  (ISBN 2-7073-0043-8)[34]
- Préface à Théorie de la littérature, Tel Quel, 1966[35]
- Langage enfantin et aphasie, Paris, Éditions de Minuit, 1969.
- Hypothèses. Trois entretiens et trois études sur la linguistique et la poétique [avec Morris Halle & Noam Chomsky], Paris, Seghers/Laffont, 1972.
- Questions de poétique, Paris, Éditions du Seuil, 1973.
- Huit questions de poétique, Paris, Éditions du Seuil, 1974.
- Six leçons sur le son et le sens, Paris, Éditions de Minuit, 1976.
- La Charpente phonique du langage, Éditions de Minuit, 1980.
- Dialogues (avec Krystyna Pomorska), Paris, Flammarion, 1980.
- Une vie dans le langage. Autoportrait d'un savant, Paris, Éditions de Minuit, 1984.
- Russie folie poésie, Paris, Seuil, 1986.
- La Génération qui a gaspillé ses poètes, Paris, Éditions Allia, 2001.
- De l'union eurasienne de langues, in Oleg Bernaz et Marc Maesschalck (éds), Approches philosophiques du structuralisme linguistique russe, Bruxelles, Éditions P.I.E. Peter Lang, 2018 (première édition Paris, 1931).
- Correspondance avec Claude Lévi-Strauss (1942-1982), préfacé, édité et annoté par Emmanuelle Loyer et Patrice Maniglier, Paris, Éditions du Seuil, 2018.

## Prix et distinctions
Roman Jakobson obtient le titre de docteur honoris causa :
- 1961 : de l'université de Cambridge, de l'université de Chicago et de l'université d'Oslo
- 1963 : de l'université d'Uppsala et de l'université du Michigan
- 1966 : de l'université du Nouveau-Mexique, de l'université de Grenoble et de l'université de Nice
- 1967 : de l'université de Rome
- 1968 : de l'université Charles de Prague et de l'Université Purkyne de Brno
- 1969 : de l'université de Zagreb
- 1970 : de l'université de l'Ohio
- 1972 : de l'université catholique de Louvain
- 1975 : de l'université de Tel Aviv (philosophie)
- 1976 : de l'université Columbia (lettres)
- 1979 : de l'université de Copenhague (philosophie) et de l'université de la Ruhr à Bochum
- 1981 : de l'université Brandeis et de l'université d'Oxford

Il est nommé professeur émérite :
- 1965 : à l'université Harvard
- 1970 : au Massachusetts Institute of Technology

Il est élu membre d'honneur :
- 1961 : Académie royale d'Irlande (section of Polite Literature and Antiquities)
- 1966 : (en)Académie tchécoslovaque des arts et sciences en Amérique

Il reçoit plusieurs prix :
- 1968 : Médaille d'or de l'Académie slovaque des sciences
- 1981 : Prix international Antonio-Feltrinelli (philologie et linguistique)
- 1982 : (de)Prix Hegel de l'International Hegel Society and the City of Stuttgart[36]

## Culture populaire
- Le roman La Septième Fonction du langage écrit par Laurent Binet, publié en 2015, est basé sur une hypothétique septième fonction du langage découverte par Roman Jakobson. Cette fonction n'a pas été publiée et est restée secrète; les protagonistes du roman la cherchent.